# Helspoort
Helspoort (Hellspoort, Hellspoort Store) ist ein Ort im Distrikt Mafeteng im Königreich Lesotho.

## Lage
Der Ort liegt im Westen des Landes auf einer Höhe von ca. 1619 m am Osthang des Berges Maboloka und direkt an der Grenze zum Distrikt Mohale’s Hoek. Im Umkreis des Ortes liegen die Orte Lekoatsa (SO) und Mankimane (NW) sowie die Missionsstationen Malumeng (Leduma) und Mount Olivet.

## Klima
Das Klima ist gemäßigt warm.